# Случайный вальс (песня)
«Случа́йный вальс» — популярная песня композитора Марка Фрадкина на стихи Евгения Долматовского, созданная в 1943 году. Работа над песней была завершена в поезде, на пути из Сталинграда в Елец. Изначально она получила известность под названием «Офицерский вальс». Первым исполнителем песни был Леонид Утёсов, в годы Великой Отечественной войны её также исполнял Ефрем Флакс. По словам Долматовского, описанная в песне история была связана с конкретным эпизодом, рассказанным Фрадкину лётчиком Василием Васильевым.
Музыковед Арнольд Сохор относил «Случайный вальс» к типу лирических «песен — рассказов о любви», отличительной чертой которых было наличие повествовательного сюжета, в данном случае — случайная встреча военного человека с девушкой. По словам музыковеда Алисы Курцман, эта песня «стала классической, — ей суждена была долгая, долгая жизнь», и через много лет после его создания «Случайный вальс» «не потерял своей свежести и обаяния».

## История

### Создание песни
Ночь коротка,

Спят облака,

И лежит у меня на ладони

Незнакомая ваша рука.

После тревог

Спит городок.

Я услышал мелодию вальса

И сюда заглянул на часок.

Хоть я с вами совсем не знаком

И далёко отсюда мой дом,

Я как будто бы снова

Возле дома родного...

В этом зале пустом

Мы танцуем вдвоём,

Так скажите хоть слово,

Сам не знаю, о чём.
В феврале 1942 года поэт Евгений Долматовский опубликовал в газете Юго-Западного фронта «Красная Армия» стихотворение под названием «Танцы до утра», в котором, в частности, были такие слова: «Танца вечная погоня / Удивительно легка, / И лежит в моей ладони / Незнакомая рука…» Вспоминая об истории создания этого стихотворения, Долматовский рассказывал: «Стоит воинской колонне остановиться на ночёвку в прифронтовом селе или городке, и вот уже возникают знакомства, и откровенные разговоры, и влюблённость, и всё это носит грустный и целомудренный характер; а рано-рано — расставание, отъезд…». Даже в тяжёлое военное время молодёжь находила возможности для бесхитростных развлечений, и название «Танцы до утра» дословно повторяло заголовки рукописных объявлений, приглашающих на подобные мероприятия.
В декабре 1942 года в районе Сталинграда Долматовский встретился с композитором Марком Фрадкиным, в содружестве с которым ранее была создана «Песня о Днепре». По рассказу Долматовского, вскоре после того как он прочёл Фрадкину стихотворение «Танцы до утра», тот «на трофейном аккордеоне… наиграл… вальсовую мелодию, навеянную, как он говорил, этим стихотворением». Тем не менее написание слов для новой песни пришлось отложить — завершалась Сталинградская операция, и для поднятия духа советских войск требовались боевые песни. В этот период Фрадкиным и Долматовским были написаны песни «У нас в Сталинграде», «Колечко» и другие.
В начале 1943 года, после окончания Сталинградской битвы, Долматовский и Фрадкин были приглашены на заседание Военного совета Донского фронта, где им обоим были вручены ордена Красной Звезды. Отвечая на вопрос о творческих планах, Долматовский рассказал командующему фронтом Константину Рокоссовскому об идее создания песни на основе стихотворения «Танцы до утра». Присутствовавший там же начальник политического управления фронта Сергей Галаджев предположил, что в результате должно получиться что-то вроде офицерского вальса. Долматовскому название «Офицерский вальс» понравилось. На следующий день после этого Долматовский и Фрадкин уже были в поезде, который направлялся на север — они ехали в вагоне, выделенном для политуправления. Поезд шёл медленно, с остановками: путь от Сталинграда до Ельца занял семь суток. За это время и была сочинена песня «Офицерский вальс». По словам Долматовского, Фрадкин исполнял новую песню на станциях и полустанках перед бойцами, передвигавшимися на других поездах, в результате чего «под Ельцом мы уже слышали свою песню, опередившую нас с проскочившим раньше эшелоном».
В своих воспоминаниях Евгений Долматовский сообщал, что история, описанная в этой песне, была связана с конкретным эпизодом, рассказанным Фрадкину лётчиком Василием Васильевым. Как-то, оказавшись поздно вечером в одной из прифронтовых деревень, Василий услышал звуки музыки. Подойдя поближе, он увидел танцующую молодёжь, а также стоявшую в стороне одинокую девушку. Пригласив её на вальс, лётчик познакомился с ней — её звали Зиной. Но очень скоро им пришлось проститься, поскольку засигналил шофёр машины, на которой должен был уезжать Василий. Рассказав Фрадкину об этой истории, Васильев добавил: «Вот вы, композиторы, песни сочиняете. У меня к вам просьба: напишите песню о том, что я рассказал. Если всё точно опишете, Зина поймёт, что это о нас с ней. Может, она услышит, откликнется вам». И действительно, через некоторое время та девушка написала на радио письмо, в котором она просила узнать адрес лётчика. Фрадкин рассказывал: «Мы связались с авиасоединением, где служил лейтенант. Но Василий Васильев уже не мог ответить Зине: в одном из воздушных боёв он погиб смертью героя…».

### После создания
Первым исполнителем песни «Офицерский вальс», впоследствии получившей название «Случайный вальс», был Леонид Утёсов. Текст в исполнении Утёсова немного отличался от того, который впоследствии стал каноническим: в первом куплете он пел «Ночь так легка», а не «Ночь коротка», во втором куплете — «Будем дружить, / Петь и кружить», а не «Будем кружить, / Петь и дружить», а при повторении припева после второго куплета — «Оказалось, что снова / Я у дома родного» вместо «Я как будто бы снова / Возле дома родного». В 1944 году в студии Ленинградской экспериментальной фабрики грампластинок песню под аккомпанемент фортепиано записал Ефрем Флакс (пластинки были выпущены с рукописными наклейками под названием «Офицерский вальс»). В том же 1944 году, теперь уже под названием «Случайный вальс», Флакс исполнял песню на концертах в Ленинградской филармонии. 6 февраля 1945 года была выпущена грампластинка с записью Леонида Утёсова, на которой также использовалось современное название песни — «Случайный вальс». Тем же 1945 годом датируется запись Утёсова, сделанная на тонфильме.
Песня быстро приобрела популярность — многие артисты, выступавшие перед солдатами во время Великой Отечественной войны, имели её в своём репертуаре. При этом с самого начала слова песни подвергались критике — в частности, когда Утёсов записывал песню на пластинку, цензура разрешила оставить только один куплет, а другой был убран со следующей аргументацией: «Откуда это такое? Офицер приходит в незнакомый дом, танцует там с незнакомой женщиной, говорит не зная о чём, и чувствует себя, как у родного очага!» Да и смена названия песни могла быть связана с тем, что она «бросала тень» на советского офицера, тем более что в ранних вариантах одна из строчек звучала по-другому: «И лежит у меня на погоне / Незнакомая ваша рука». Более того, по одной из версий название и слова были изменены по желанию Иосифа Сталина, который после прослушивания песни заявил: «Как может хрупкая девушка достать до погона боевого офицера? Он же гигант. Вы хотите унизить нашу армию? И почему вы назвали вальс „Офицерский“? Офицер должен воевать, а не танцевать».
Как бы то ни было, после окончания войны, осенью 1946 года, дальнейшее тиражирование и официальное исполнение песни было запрещено, и этот запрет продлился до хрущёвской оттепели. Согласно дискографии Марка Фрадкина, опубликованной в книге Алисы Курцман, следующая (после 1945 года) публикация «Случайного вальса» на грампластинке появилась в 1965 году (в исполнении Утёсова), затем в 1971 году (Флакс) и в 1972 году (Утёсов). Потом появились записи других исполнителей — Алексея Покровского (1978), Иосифа Кобзона (1978), Людмилы Гурченко (1984) и Валентины Толкуновой (1986). Тонфильмовый вариант утёсовской записи 1945 года был воспроизведён на долгоиграющем диске из серии «Антология советского джаза. Ночь и день», выпущенном в 1988 году фирмой «Мелодия». Дважды записи песни «Случайный вальс» публиковались в звуковом журнале «Кругозор» — в 1973 году (№ 4, исполнитель — Мурад Садыков) и в 1981 году (№ 11, С. Петров).
Песня «Случайный вальс» в исполнении Леонида Утёсова звучит в фильме Якова Сегеля «Первый день мира» (1959), в фильме Владимира Хотиненко «Зеркало для героя» (1987), а также в фильме Андрея Хржановского «Полторы комнаты, или Сентиментальное путешествие на родину» (2009). Мотив этой песни присутствует в новелле Евгения Цыганова «Случайный вальс» (2010), входящей в цикл короткометражных фильмов «9 мая. Личное отношение».

## Анализ и отзывы
Говоря о песнях, созданных в СССР во время Великой Отечественной войны, музыковед Арнольд Сохор относил «Случайный вальс» к типу лирических «песен — рассказов о любви», отличительной чертой которых было наличие повествовательного сюжета, в данном случае — случайная встреча военного человека с девушкой. При этом Сохор критиковал «Случайный вальс» за то, что в нём якобы «прозвучали перепевы старых гусарских романсов с их „поэзией“ мимолётных любовных приключений, с настроением дешёвой, пошловатой „интимности“».
Музыковед Лиана Генина отмечала, что в песне «Случайный вальс» примечателен поэтический образ молодого застенчивого человека, неведомым образом оказавшегося в военное время в атмосфере танца. На его ладони лежит «незнакомая рука» его спутницы, к которой он вежливо обращается «на Вы» и просит её поговорить с ним, «сам не знает, о чём». При этом неясно, да и не очень важно, где и при каких обстоятельствах происходит действие, однако понятно, что война продолжается и что этого «чувства руки на ладони» завтра уже не будет. По словам Гениной, Фрадкиным «очень тонко и точно воссоздана ситуация — зыбкая, неопределённая», музыкальная речь строится из коротких и отрывистых фраз. Анализируя мелодию песни, Генина писала, что вначале она «опирается на восходящий квартовый, потом секстовый оборот», а затем следуют «хроматические мазки, кружение, сбегающий по полутонам, в вокальном интонировании почти глиссандирующий каданс».
Музыковед Алиса Курцман писала, что в песне «Случайный вальс» проявились высокая одухотворённость, интеллигентность лирики и утончённость чувств — эти отличительные черты были присущи всему последующему творчеству Фрадкина. По словам Курцман, эта песня «стала классической, — ей суждена была долгая, долгая жизнь», и даже через полвека после его создания «Случайный вальс» «не потерял своей свежести и обаяния».

## Исполнители
За свою историю, начиная с исполнений Леонида Утёсова и Ефрема Флакса, песня «Случайный вальс» входила в репертуар многих известных певцов и певиц, таких как Алексей Покровский, Виктор Беседин, Стахан Рахимов, Валентина Толкунова, Ренат Ибрагимов, Сергей Захаров, Евгений Беляев, Эдуард Хиль, Иосиф Кобзон, Людмила Гурченко, Мурад Садыков, Дмитрий Хворостовский, Олег Погудин, Владимир Пресняков (младший), Валерий Сюткин и другие. Актёр и певец Валерий Чемоданов, исполнивший «Случайный вальс», завоевал первую премию на 5-м Всесоюзном конкурсе артистов эстрады, состоявшемся в октябре 1974 года. Песню также исполняли группы «Несчастный случай», «Пролетарское танго», Uma2rman и The Hatters. Кроме того, песню (на русском языке) исполнял испанский певец Мичел.